# Kloster Pleystein

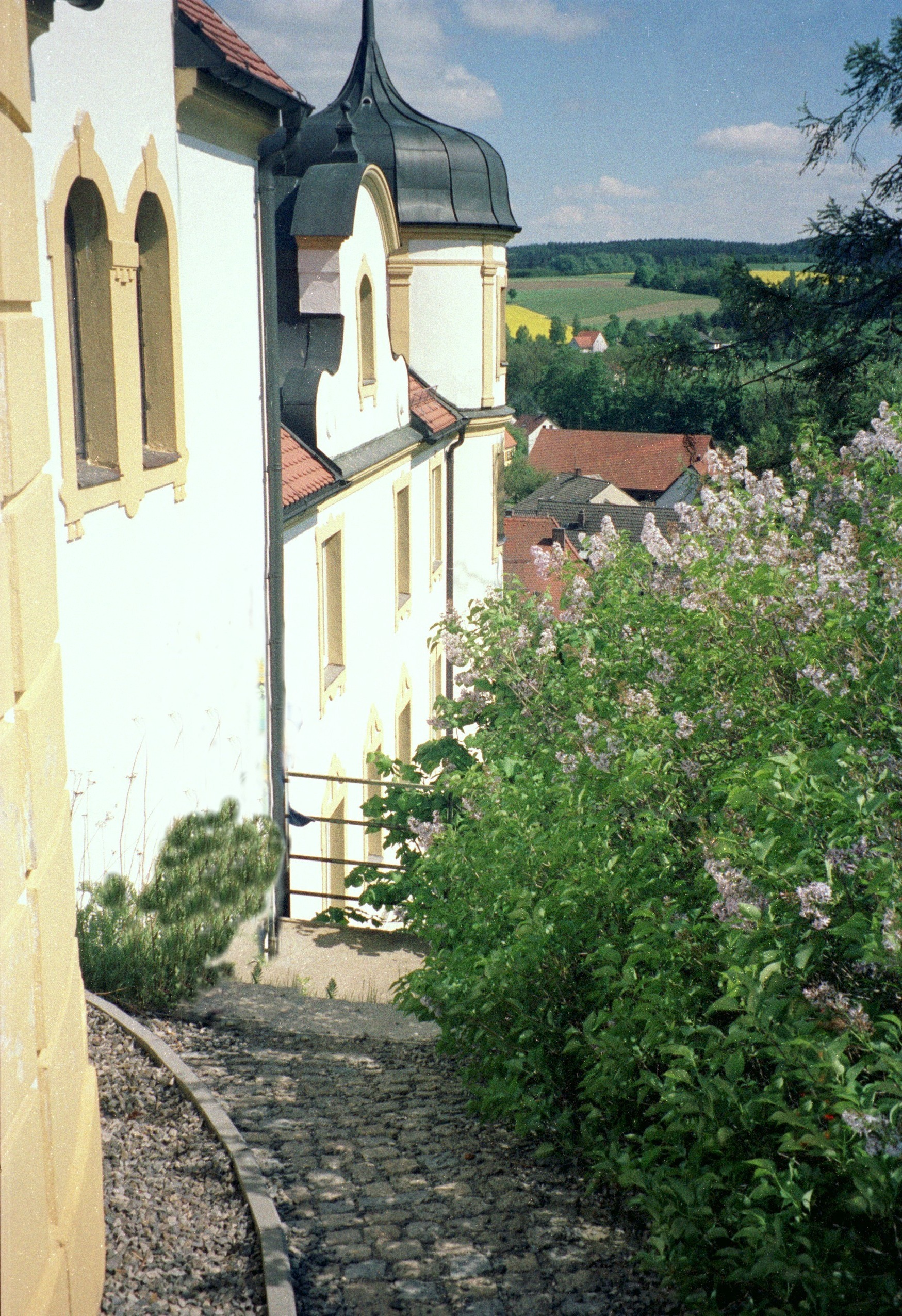
Kloster auf dem Kreuzberg in Pleystein

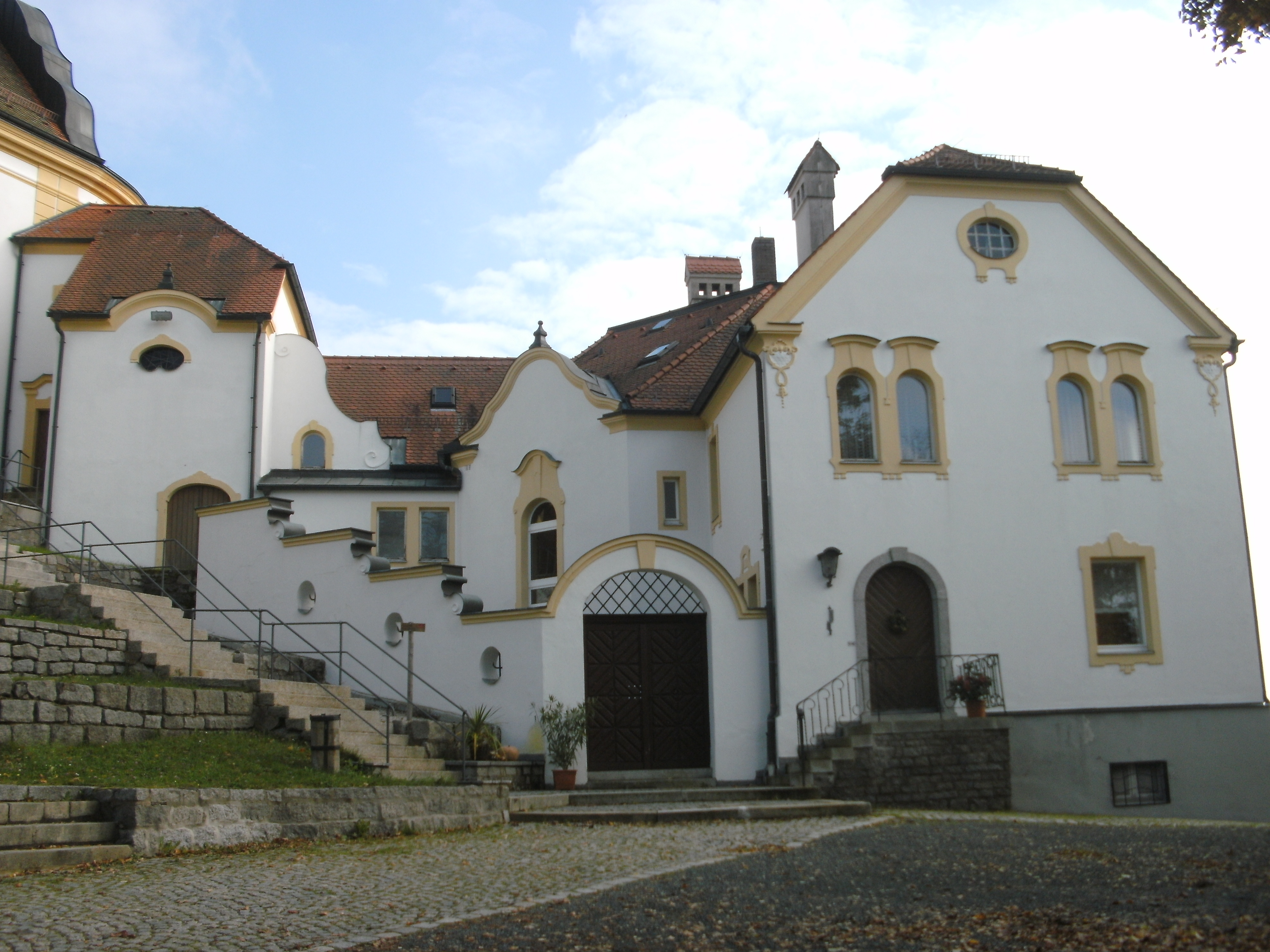
Kloster auf dem Kreuzberg in Pleystein

Das Kloster Pleystein steht auf dem Kreuzberg in der oberpfälzischen Stadt Pleystein; es wurde 1901/1902 errichtet und 1903 dem Augustinerorden übergeben, 1965 zogen hier Salesianer ein.

## Geschichte
Der in Pleystein geborene spätere Benediktinerpater Ildephons Lehner (* 31. Oktober 1813; † 10. Februar 1899) bemühte sich zeitlebens um die Gründung eines Klosters in seiner Geburtsstadt. Als 1858 das Frühmessbenefizium vakant wurde, ließ der Magistrat der Stadt dieses nur provisorisch besetzen und mit Pater Ildephons wurde vereinbart, dieses Benefizium als Grundlage für ein zu gründendes Kloster zu verwenden. Zuerst wurde mit den Kapuzinern über die Klostergründung verhandelt, da diese auch die Abtretung der Heiligkreuzkirche u. a. m. verlangten, zerschlugen sich die Verhandlungen. Erste Baumaßnahmen waren bereits begonnen worden und bestehen als Umfassungsmauern eines Gartens heute noch. Auch Kontaktaufnahmen mit anderen Orden (Franziskaner, Serviten, Redemptoristen) fielen nicht positiv aus, da man das Frühmessbenefizium als finanzielle Grundlage für eine Ordensniederlassung als zu gering erachtete. Eine Änderung trat ein, als der in die USA nach Buffalo ausgewanderte Pleysteiner Bürger Johann Kam 1896 eine Spende in der Höhe von 20.000 Mark für den Klosterbau in Aussicht stellte, die er später auf 30.000 Mark erhöhte; die weitere Spenderin Kunigunde Schrobenhauser aus München sagte 10.000 Mark zu und durch eine weitere Reihe von Spendern kamen weitere namhafte Beträge zusammen. Auf dieser Basis nahm der Magistrat Verhandlungen mit dem Augustinerorden auf und am 8. August 1898 stimmte deren Provinzial Pius Keller zu, ein zukünftiges Kloster zu übernehmen.
Die Baugenehmigung für den Klosterbau wurde erst am 8. Februar 1901 erteilt. Inzwischen war am 10. Juli 1901 bei dem großen Stadtbrand von Pleystein die Kreuzbergkirche zerstört worden, die man noch im gleichen Jahr im Barockstil wieder aufzubauen begann. Der Rohbau für das Kloster war 1902 fertiggestellt und 1903 war der Innenausbau fertig. Wie auch für die Kreuzbergkirche wurden die Pläne für das Kloster von der Firma Joseph Koch und Heinrich Hauberrisser erstellt, die Stuckarbeiten führte der Bildhauer Jakob Grau aus. Eine von Hauberrisser geplante Besonderheit war ein barocker Eckturm und Voluten für den Bau. Am 29. August 1903 wurde der Klosterbau den Augustinern übergeben, die mit vier Mitgliedern hier einzogen (Prior war Pater Marianus Eder). Der Unterhalt der Klostergemeinschaft erfolgte aus der Frühmessstiftung, vielen Jahrtagsstiftungen und zahlreichen Messintentionen; das Verhältnis zur Bevölkerung wird als sehr gut beschrieben, Klosterangehörige haben wichtige Schriften über Burg und Kirchen von Pleystein verfasst, bei der Renovierung der Kreuzbergkirche mitgewirkt und den Freialtar am Kreuzweg zum Kloster errichten lassen. 1965 musste das Kloster aus Nachwuchsmangel aufgelöst werden und die letzten vier Patres verließen Pleystein.
Unmittelbar danach wurden von Stadtpfarrer Wittmann Verhandlungen mit anderen Orden aufgenommen, um das Kloster wieder zu besetzen; nach mehreren vergeblichen Versuchen fand er Zustimmung bei dem Provinzial der Oblaten des hl. Franz von Sales. Dieser Orden besetzte am 25. Mai 1965 mit zwölf Ordensangehörigen das Kloster. Durch Spenden der Bevölkerung konnte das Kloster für die hohe Zahl an Ordensangehörigen ausgebaut werden. Seit 1966 übernahmen die Salesianer auch die Pfarrei Pleystein.

## Baulichkeit
Das Kloster ist eine mehrflügelige, zweigeschossige Anlage mit Walmdächern und einer neobarocken Gliederung. Der runde Eckturm nach Süden ist mit Glockenhaube gedeckt. Das Rundbogenportal besitzt einen Schweifgiebel. Das Kloster wurde 2015/2016 renoviert.